# The Purple Lady
The Purple Lady er en amerikansk stumfilm fra 1916 af George A. Lessey.

## Medvirkende
- Irene Howley som Fifi Melotte
- Alan Hale som Louis Petelier
- Howard Truesdale som Mr. Severn
- George Pauncefort som Rogers
- Guido Colucci som Jules Bergere